# Lista över freguesias i Portugal
Portugal har totalt 3092 freguesias fördelade på 308 kommuner efter en reform 2013 som reducerades antalet från det tidigare 4257.

## A

### Abrantes
- Abrantes (São Vicente e São João) e Alferrarede
- Aldeia do Mato e Souto
- Alvega e Concavada
- Bemposta
- Carvalhal
- Fontes
- Martinchel
- Mouriscas
- Pego
- Rio de Moinhos
- São Facundo e Vale das Mós
- São Miguel do Rio Torto e Rossio ao Sul do Tejo
- Tramagal

### Águeda
- Aguada de Cima
- Águeda e Borralha
- Barrô e Aguada de Baixo
- Belazaima do Chão, Castanheira do Vouga e Agadão
- Fermentelos
- Macinhata do Vouga
- Préstimo e Macieira de Alcoba
- Recardães e Espinhel
- Travassô e Óis da Ribeira
- Trofa, Segadães e Lamas do Vouga
- Valongo do Vouga

### Aguiar da Beira
- Aguiar da Beira e Coruche
- Carapito
- Cortiçada
- Dornelas
- Eirado
- Forninhos
- Pena Verde
- Pinheiro
- Sequeiros e Gradiz
- Souto de Aguiar da Beira e Valverde

### Alandroal
- Alandroal, São Brás dos Matos e Juromenha
- Capelins (Santo António)
- Santiago Maior
- Terena

### Albergaria-a-Velha
- Albergaria-a-Velha e Valmaior
- Alquerubim
- Angeja
- Branca
- Ribeira de Fráguas
- São João de Loure e Frossos

### Albufeira
- Albufeira e Olhos de Água
- Ferreiras
- Guia
- Paderne

### Alcácer do Sal
- Alcácer do Sal (Santa Maria do Castelo e Santiago) e Santa Susana
- Comporta
- São Martinho
- Torrão

### Alcanena
- Alcanena e Vila Moreira
- Bugalhos
- Malhou, Louriceira e Espinheiro
- Minde
- Moitas Venda
- Monsanto
- Serra de Santo António

### Alcobaça
- Alcobaça e Vestiaria
- Alfeizerão
- Aljubarrota
- Bárrio
- Benedita
- Cela
- Coz, Alpedriz e Montes
- Évora de Alcobaça
- Maiorga
- Pataias e Martingança
- São Martinho do Porto
- Turquel
- Vimeiro

### Alcochete
- Alcochete
- Samouco
- São Francisco

### Alcoutim
- Alcoutim e Pereiro
- Giões
- Martim Longo
- Vaqueiros

### Alenquer
- Abrigada e Cabanas de Torres
- Aldeia Galega da Merceana e Aldeia Gavinha
- Alenquer (Santo Estêvão e Triana)
- Carnota
- Carregado e Cadafais
- Meca
- Olhalvo
- Ota
- Ribafria e Pereiro de Palhacana
- Ventosa
- Vila Verde dos Francos

### Alfândega da Fé
- Agrobom, Saldonha e Vale Pereiro
- Alfândega da Fé
- Cerejais
- Eucisia, Gouveia e Valverde
- Ferradosa e Sendim da Serra
- Gebelim e Soeima
- Parada e Sendim da Ribeira
- Pombal e Vales
- Sambade
- Vilar Chão
- Vilarelhos
- Vilares de Vilariça

### Alijó
- Alijó
- Carlão e Amieiro
- Castedo e Cotas
- Favaios
- Pegarinhos
- Pinhão
- Pópulo e Ribalonga
- Sanfins do Douro
- Santa Eugénia
- São Mamede de Ribatua
- Vale de Mendiz, Casal de Loivos e Vilarinho de Cotas
- Vila Chã
- Vila Verde
- Vilar de Maçada

### Aljezur
- Aljezur
- Bordeira
- Odeceixe
- Rogil

### Aljustrel
- Aljustrel e Rio de Moinhos
- Ervidel
- Messejana
- São João de Negrilhos

### Almada
- Almada, Cova da Piedade, Pragal e Cacilhas
- Caparica e Trafaria
- Charneca de Caparica e Sobreda
- Costa da Caparica
- Laranjeiro e Feijó

### Almeida
- Almeida
- Amoreira, Parada e Cabreira
- Azinhal, Peva e Valverde
- Castelo Bom
- Castelo Mendo, Ade, Monteperobolso e Mesquitela
- Freineda
- Freixo
- Junça e Naves
- Leomil, Mido, Senouras e Aldeia Nova
- Malhada Sorda
- Malpartida e Vale de Coelha
- Miuzela e Porto de Ovelha
- Nave de Haver
- São Pedro de Rio Seco
- Vale da Mula
- Vilar Formoso

### Almeirim
- Almeirim
- Benfica do Ribatejo
- Fazendas de Almeirim
- Raposa

### Almodôvar
- Aldeia dos Fernandes
- Almodôvar e Graça dos Padrões
- Rosário
- Santa Clara-a-Nova e Gomes Aires
- Santa Cruz
- São Barnabé

### Alpiarça
- Alpiarça

### Alter do Chão
- Alter do Chão
- Chancelaria
- Cunheira
- Seda

### Alvaiázere
- Almoster
- Alvaiázere
- Maçãs de Dona Maria
- Pelmá
- Pussos São Pedro

### Alvito
- Alvito
- Vila Nova da Baronia

### Amadora
- Águas Livres
- Alfragide
- Encosta do Sol
- Falagueira-Venda Nova
- Mina de Água
- Venteira

### Amarante
- Aboadela, Sanche e Várzea
- Amarante (São Gonçalo), Madalena, Cepelos e Gatão
- Ansiães
- Bustelo, Carneiro e Carvalho de Rei
- Candemil
- Fregim
- Freixo de Cima e de Baixo
- Fridão
- Gondar
- Jazente
- Lomba
- Louredo
- Lufrei
- Mancelos
- Olo e Canadelo
- Padronelo
- Rebordelo
- Salvador do Monte
- Figueiró (Santiago e Santa Cristina)
- São Simão de Gouveia
- Telões
- Travanca
- Vila Caiz
- Vila Chã do Marão
- Vila Garcia, Aboim e Chapa
- Vila Meã

### Amares
- Amares e Figueiredo
- Barreiros
- Bico
- Caires
- Caldelas, Sequeiros e Paranhos
- Carrazedo
- Dornelas
- Ferreiros, Prozelo e Besteiros
- Fiscal
- Goães
- Lago
- Rendufe
- Santa Maria do Bouro
- Santa Marta do Bouro
- Torre e Portela
- Vilela, Seramil e Paredes Secas

### Anadia
- Amoreira da Gândara, Paredes do Bairro e Ancas
- Arcos e Mogofores
- Avelãs de Caminho
- Avelãs de Cima
- Moita
- Sangalhos
- São Lourenço do Bairro
- Tamengos, Aguim e Óis do Bairro
- Vila Nova de Monsarros
- Vilarinho do Bairro

### Angra do Heroísmo
- Altares
- Cinco Ribeiras
- Doze Ribeiras
- Feteira
- Nossa Senhora da Conceição
- Porto Judeu
- Posto Santo
- Raminho
- Ribeirinha
- Santa Bárbara
- Santa Luzia
- São Bartolomeu de Regatos
- São Bento
- São Mateus da Calheta
- São Pedro
- Sé
- Serreta
- Terra Chã
- Vila de São Sebastião

### Ansião
- Alvorge
- Ansião
- Avelar
- Chão de Couce
- Pousaflores
- Santiago da Guarda

### Arcos de Valdevez
- Aboim das Choças
- Aguiã
- Alvora e Loureda
- Arcos de Valdevez (Salvador), Vila Fonche e Parada
- Arcos de Valdevez (São Paio) e Giela
- Ázere
- Cabana Maior
- Cabreiro
- Cendufe
- Couto
- Eiras e Mei
- Gavieira
- Gondoriz
- Grade e Carralcova
- Guilhadeses e Santar
- Jolda (Madalena) e Rio Cabrão
- Jolda (São Paio)
- Miranda
- Monte Redondo
- Oliveira
- Paçô
- Padreiro (Salvador e Santa Cristina)
- Padroso
- Portela e Extremo
- Prozelo
- Rio de Moinhos
- Río Frío
- Sá
- Sabadim
- São Jorge e Ermelo
- Senharei
- Sistelo
- Soajo
- Souto e Tabaçô
- Távora (Santa Maria e São Vicente)
- Vale
- Vilela, São Cosme e São Damião e Sá

### Arganil
- Arganil
- Benfeita
- Celavisa
- Cepos e Teixeira
- Cerdeira e Moura da Serra
- Côja e Barril de Alva
- Folques
- Piódão
- Pomares
- Pombeiro da Beira
- São Martinho da Cortiça
- Sarzedo
- Secarias
- Vila Cova de Alva e Anseriz

### Armamar
- Aldeias
- Aricera e Goujoim
- Armamar
- Cimbres
- Folgosa
- Fontelo
- Queimada
- Queimadela
- Santa Cruz
- São Cosmado
- São Martinho das Chãs
- São Romão e Santiago
- Vacalar
- Vila Seca e Santo Adrião

### Arouca
- Alvarenga
- Arouca e Burgo
- Cabreiros e Albergaria da Serra
- Canelas e Espiunca
- Chave
- Covelo de Paivó e Janarde
- Escariz
- Fermedo
- Mansores
- Moldes
- Rossas
- Santa Eulália
- São Miguel do Mato
- Tropeço
- Urrô
- Várzea

### Arraiolos
- Arraiolos
- Gafanhoeira (São Pedro) e Sabugueiro
- Igrejinha
- São Gregório e Santa Justa
- Vimieiro

### Arronches
- Assunção
- Esperança
- Mosteiros

### Arruda dos Vinhos
- Arranhó
- Arruda dos Vinhos
- Cardosas
- São Tiago dos Velhos

### Aveiro
- Aradas
- Cacia
- Eixo e Eirol
- Esgueira
- Glória e Vera Cruz
- Oliveirinha
- Requeixo, Nossa Senhora de Fátima e Nariz
- Santa Joana
- São Bernardo
- São Jacinto

### Avis
- Alcórrego e Maranhão
- Aldeia Velha
- Avis
- Benavila e Valongo
- Ervedal
- Figueira e Barros

### Azambuja
- Alcoentre
- Aveiras de Baixo
- Aveiras de Cima
- Azambuja
- Manique do Intendente, Vila Nova de São Pedro e Maçussa
- Vale do Paraíso
- Vila Nova da Rainha

## B

### Baião
- Ancede e Ribadouro
- Baião (Santa Leocádia) e Mesquinhata
- Campelo e Ovil
- Frende
- Gestaçô
- Gove
- Grilo
- Loivos da Ribeira e Tresouras
- Loivos do Monte
- Santa Cruz do Douro e São Tomé de Covelas
- Santa Marinha do Zêzere
- Teixeira e Teixeiró
- Valadares
- Viariz

### Barcelos
- Abade de Neiva
- Aborim
- Adães
- Airó
- Aldreu
- Alheira e Igreja Nova
- Alvelos
- Alvito (São Pedro e São Martinho) e Couto
- Arcozelo
- Areias
- Areias de Vilar e Encourados
- Balugães
- Barcelinhos
- Barcelos, Vila Boa e Vila Frescainha (São Martinho e São Pedro)
- Barqueiros
- Cambeses
- Campo e Tamel (São Pedro Fins)
- Carapeços
- Carreira e Fonte Coberta
- Carvalhal
- Carvalhas
- Chorente, Góios, Courel, Pedra Furada e Gueral
- Cossourado
- Creixomil e Mariz
- Cristelo
- Durrães e Tregosa
- Fornelos
- Fragoso
- Gamil e Midões
- Gilmonde
- Lama
- Lijó
- Macieira de Rates
- Manhente
- Martim
- Milhazes, Vilar de Figos e Faria
- Moure
- Negreiros e Chavão
- Oliveira
- Palme
- Panque
- Paradela
- Pereira
- Perelhal
- Pousa
- Quintiães e Aguiar
- Remelhe
- Roriz
- Santa Eugénia de Rio Covo
- Santa Maria de Galegos
- São Martinho de Galegos
- São Veríssimo de Tamel
- Sequeade e Bastuço (São João e Santo Estêvão)
- Silva
- Silveiros e Rio Covo (Santa Eulália)
- Tamel (Santa Leocádia) e Vilar do Monte
- Ucha
- Várzea
- Viatodos, Grimancelos, Minhotães e Monte de Fralães
- Vila Cova e Feitos
- Vila Seca

### Barrancos
- Barrancos

### Barreiro
- Alto do Seixalinho, Santo André e Verderena
- Barreiro e Lavradio
- Palhais e Coina
- Santo António da Charneca

### Batalha
- Batalha
- Golpilheira
- Reguengo do Fetal
- São Mamede

### Beja
- Albernoa e Trindade
- Baleizão
- Beja (Salvador e Santa Maria da Feira)
- Beja (Santiago Maior e São João Baptista)
- Beringel
- Cabeça Gorda
- Nossa Senhora das Neves
- Salvada e Quintos
- Santa Clara de Louredo
- Santa Vitória e Mombeja
- São Matias
- Trigaches e São Brissos

### Belmonte
- Belmonte e Colmeal da Torre
- Caria
- Inguias
- Maçainhas

### Benavente
- Barrosa
- Benavente
- Samora Correia
- Santo Estêvão

### Bombarral
- Bombarral e Vale Covo
- Carvalhal
- Pó
- Roliça

### Borba
- Borba (Matriz)
- Borba (São Bartolomeu)
- Orada
- Rio de Moinhos

### Boticas
- Alturas do Barroso e Cerdedo
- Ardãos e Bobadela
- Beça
- Boticas e Granja
- Codessoso, Curros e Fiães do Tâmega
- Covas do Barroso
- Dornelas
- Pinho
- Sapiãos
- Vilar e Viveiro

### Braga
- Adaúfe
- Arentim e Cunha
- Braga (Maximinos, Sé e Cividade)
- Braga (São José de São Lázaro e São João do Souto)
- Cabreiros e Passos (São Julião)
- Celeirós, Aveleda e Vimieiro
- Crespos e Pousada
- Escudeiros e Penso (Santo Estêvão e São Vicente)
- Espinho
- Esporões
- Este (São Pedro e São Mamede)
- Ferreiros e Gondizalves
- Figueiredo
- Gualtar
- Guisande e Oliveira (São Pedro)
- Lamas
- Lomar e Arcos
- Merelim (São Paio), Panoias e Parada de Tibães
- Merelim (São Pedro) e Frossos
- Mire de Tibães
- Morreira e Trandeiras
- Nogueira, Fraião e Lamaçães
- Nogueiró e Tenões
- Padim da Graça
- Palmeira
- Pedralva
- Priscos
- Real, Dume e Semelhe
- Ruilhe
- Santa Lucrécia de Algeriz e Navarra
- São Vicente
- São Vítor
- Sequeira
- Sobreposta
- Tadim
- Tebosa
- Vilaça e Fradelos

### Bragança
- Alfaião
- Aveleda e Rio de Onor
- Babe
- Baçal
- Carragosa
- Castrelos e Carrazedo
- Castro de Avelãs
- Coelhoso
- Donai
- Espinhosela
- França
- Gimonde
- Gondesende
- Gostei
- Grijó de Parada
- Izeda, Calvelhe e Paradinha Nova
- Macedo do Mato
- Mós
- Nogueira
- Outeiro
- Parada e Failde
- Parâmio
- Pinela
- Quintanilha
- Quintela de Lampaças
- Rabal
- Rebordainhos e Pombares
- Rebordãos
- Rio Frio e Milhão
- Salsas
- Samil
- Santa Comba de Rossas
- São Julião de Palácios e Deilão
- São Pedro de Sarracenos
- Sé, Santa Maria e Meixedo
- Sendas
- Serapicos
- Sortes
- Zoio

## C

### Cabeceiras de Basto
- Abadim
- Alvite e Passos
- Arco de Baúlhe e Vila Nune
- Basto
- Bucos
- Cabeceiras de Basto
- Cavez
- Faia
- Gondiães e Vilar de Cunhas
- Pedraça
- Refojos de Basto, Outeiro e Painzela
- Rio Douro

### Cadaval
- Alguber
- Cadaval e Pêro Moniz
- Lamas e Cercal
- Painho e Figueiros
- Peral
- Vermelha
- Vilar

### Caldas da Rainha
- A dos Francos
- Alvorninha
- Caldas da Rainha — Nossa Senhora do Pópulo, Coto e São Gregório
- Caldas da Rainha — Santo Onofre e Serra do Bouro
- Carvalhal Benfeito
- Foz do Arelho
- Landal
- Nadadouro
- Salir de Matos
- Santa Catarina
- Tornada e Salir do Porto
- Vidais

### Calheta (Azores)
- Calheta
- Norte Pequeno
- Ribeira Seca
- Santo Antão (Calheta)
- Topo

### Calheta (Madeira)
- Arco da Calheta
- Calheta
- Estreito da Calheta
- Fajã da Ovelha
- Jardim do Mar
- Paúl do Mar
- Ponta do Pargo
- Prazeres

### Câmara de Lobos
- Câmara de Lobos
- Curral das Freiras
- Estreito de Câmara de Lobos
- Jardim da Serra
- Quinta Grande

### Caminha
- Âncora
- Arga (Baixo, Cima e São João)
- Argela
- Caminha (Matriz) e Vilarelho
- Dem
- Gondar e Orbacém
- Lanhelas
- Moledo e Cristelo
- Riba de Âncora
- Seixas
- Venade e Azevedo
- Vila Praia de Âncora
- Vilar de Mouros
- Vile

### Campo Maior
- Nossa Senhora da Expectação
- Nossa Senhora da Graça dos Degolados
- São João Baptista

### Cantanhede
- Ançã
- Cadima
- Cantanhede e Pocariça
- Cordinhã
- Covões e Camarneira
- Febres
- Murtede
- Ourentã
- Portunhos e Outil
- Sanguinheira
- São Caetano
- Sepins e Bolho
- Tocha
- Vilamar e Corticeiro de Cima

### Carrazeda de Ansiães
- Amedo e Zedes
- Belver e Mogo de Malta
- Carrazeda de Ansiães
- Castanheiro do Norte e Ribalonga
- Fonte Longa
- Lavandeira, Beira Grande e Selores
- Linhares
- Marzagão
- Parambos
- Pereiros
- Pinhal do Norte
- Pombal
- Seixo de Ansiães
- Vilarinho da Castanheira

### Carregal do Sal
- Beijós
- Cabanas de Viriato
- Carregal do Sal
- Oliveira do Conde
- Parada

### Cartaxo
- Cartaxo e Vale da Pinta
- Ereira e Lapa
- Pontével
- Valada
- Vale da Pedra
- Vila Chã de Ourique

### Cascais
- Alcabideche
- Carcavelos e Parede
- Cascais e Estoril
- São Domingos de Rana

### Castanheira de Pêra
- Castanheira de Pêra e Coentral

### Castelo Branco
- Alcains
- Almaceda
- Benquerenças
- Castelo Branco
- Cebolais de Cima e Retaxo
- Escalos de Baixo e Mata
- Escalos de Cima e Lousa
- Freixial e Juncal do Campo
- Lardosa
- Louriçal do Campo
- Malpica do Tejo
- Monforte da Beira
- Ninho do Açor e Sobral do Campo
- Póvoa de Rio de Moinhos e Cafede
- Salgueiro do Campo
- Santo André das Tojeiras
- São Vicente da Beira
- Sarzedas
- Tinalhas

### Castelo de Paiva
- Fornos
- Raiva, Pedorido e Paraíso
- Real
- Santa Maria de Sardoura
- São Martinho de Sardoura
- Sobrado e Bairros

### Castelo de Vide
- Nossa Senhora da Graça de Póvoa e Meadas
- Santa Maria da Devesa
- Santiago Maior
- São João Baptista

### Castro Daire
- Almofala
- Cabril
- Castro Daire
- Cujó
- Gosende
- Mamouros, Alva e Ribolhos
- Mezio e Moura Morta
- Mões
- Moledo
- Monteiras
- Parada de Ester e Ester
- Pepim
- Picão e Ermida
- Pinheiro
- Reriz e Gafanhão
- São Joaninho

### Castro Marim
- Altura
- Azinhal
- Castro Marim
- Odeleite

### Castro Verde
- Castro Verde e Casével
- Entradas
- Santa Bárbara de Padrões
- São Marcos da Ataboeira

### Celorico da Beira
- Açores e Velosa
- Baraçal
- Carrapichana
- Casas do Soeiro
- Celorico (São Pedro e Santa Maria) e Vila Boa do Mondego
- Cortiçô da Serra, Vide Entre Vinhas e Salgueirais
- Forno Telheiro
- Lajeosa do Mondego
- Linhares
- Maçal do Chão
- Mesquitela
- Minhocal
- Prados
- Rapa e Cadafaz
- Ratoeira
- Vale de Azares

### Celorico de Basto
- Agilde
- Arnóia
- Basto (São Clemente)
- Borba de Montanha
- Britelo, Gémeos e Ourilhe
- Caçarilhe e Infesta
- Canedo de Basto e Corgo
- Carvalho e Basto (Santa Tecla)
- Codeçoso
- Fervença
- Moreira do Castelo
- Rego
- Ribas
- Vale de Bouro
- Veade, Gagos e Molares

### Chamusca
- Carregueira
- Chamusca e Pinheiro Grande
- Parreira e Chouto
- Ulme
- Vale de Cavalos

### Chaves
- Águas Frias
- Anelhe
- Bustelo
- Calvão e Soutelinho da Raia
- Cimo de Vila de Castanheira
- Curalha
- Eiras, São Julião de Montenegro e Cela
- Ervededo
- Faiões
- Lama de Arcos
- Loivos e Póvoa de Agrações
- Madalena e Samaiões
- Mairos
- Moreiras
- Nogueira da Montanha
- Oura
- Outeiro Seco
- Paradela
- Planalto de Monforte
- Redondelo
- Sanfins
- Santa Cruz/Trindade e Sanjurge
- Santa Leocádia
- Santa Maria Maior
- Santo António de Monforte
- Santo Estêvão
- São Pedro de Agostém
- São Vicente
- Soutelo e Seara Velha
- Travancas e Roriz
- Tronco
- Vale de Anta
- Vidago
- Vila Verde da Raia
- Vilar de Nantes
- Vilarelho da Raia
- Vilas Boas
- Vilela do Tâmega
- Vilela Seca

### Cinfães
- Alhões, Bustelo, Gralheira e Ramires
- Cinfães
- Espadanedo
- Ferreiros de Tendais
- Fornelos
- Moimenta
- Nespereira
- Oliveira do Douro
- Santiago de Piães
- São Cristóvão de Nogueira
- Souselo
- Tarouquela
- Tendais
- Travanca

### Coímbra
- Almalaguês
- Antuzede e Vil de Matos
- Assafarge e Antanhol
- Brasfemes
- Ceira
- Cernache
- Coimbra (Sé Nova, Santa Cruz, Almedina e São Bartolomeu)
- Eiras e São Paulo de Frades
- Santa Clara e Castelo Viegas
- Santo António dos Olivais
- São João do Campo
- São Martinho de Árvore e Lamarosa
- São Martinho do Bispo e Ribeira de Frades
- São Silvestre
- Souselas e Botão
- Taveiro, Ameal e Arzila
- Torres do Mondego
- Trouxemil e Torre de Vilela

### Condeixa-a-Nova
- Anobra
- Condeixa-a-Velha e Condeixa-a-Nova
- Ega
- Furadouro
- Sebal e Belide
- Vila Seca e Bem da Fé
- Zambujal

### Constância
- Constância
- Montalvo
- Santa Margarida da Coutada

### Coruche
- Biscainho
- Branca
- Coruche, Fajarda e Erra
- Couço
- Santana do Mato
- São José de Lamarosa

### Corvo
- No tiene.

### Covilhã
- Aldeia de São Francisco de Assis
- Barco e Coutada
- Boidobra
- Cantar-Galo e Vila do Carvalho
- Casegas e Ourondo
- Cortes do Meio
- Covilhã e Canhoso
- Dominguizo
- Erada
- Ferro
- Orjais
- Paul
- Peraboa
- Peso e Vales do Rio
- São Jorge da Beira
- Sobral de São Miguel
- Teixoso e Sarzedo (Covilhã)
- Tortosendo
- Unhais da Serra
- Vale Formoso e Aldeia do Souto
- Verdelhos

### Crato
- Aldeia da Mata
- Crato e Mártires, Flor da Rosa e Vale do Peso
- Gáfete
- Monte da Pedra

### Cuba
- Cuba
- Faro do Alentejo
- Vila Alva
- Vila Ruiva

## E

### Elvas
- Assunção,  Ajuda, Salvador e Santo Ildefonso
- Barbacena e Vila Fernando
- Caia, São Pedro e Alcáçova
- Santa Eulália
- São Brás e São Lourenço
- São Vicente e Ventosa
- Terrugem e Vila Boim

### Entroncamento
- Nossa Senhora de Fátima
- São João Baptista

### Espinho
- Anta e Guetim
- Espinho
- Páramos
- Silvalde

### Esposende
- Antas
- Apúlia e Fão
- Belinho e Mar
- Esposende, Marinhas e Gandra
- Fonte Boa e Rio Tinto
- Forjães
- Gemeses
- Palmeira de Faro e Curvos
- Vila Chã

### Estarreja
- Avanca
- Beduído e Veiros
- Canelas e Fermelã
- Pardilhó
- Salreu

### Estremoz
- Ameixial (Santa Vitória e São Bento)
- Arcos
- Estremoz (Santa Maria e Santo André)
- Évora Monte
- Glória
- São Bento do Cortiço e Santo Estêvão
- São Domingos de Ana Loura
- São Lourenço de Mamporcão e São Bento de Ana Loura
- Veiros

### Évora
- Bacelo e Senhora da Saúde
- Canaviais
- Évora (São Mamede, Sé, São Pedro e Santo Antão)
- Malagueira e Horta das Figueiras
- Nossa Senhora da Graça do Divor
- Nossa Senhora da Tourega e Nossa Senhora de Guadalupe
- Nossa Senhora de Machede
- São Bento do Mato
- São Manços e São Vicente do Pigeiro
- São Miguel de Machede
- São Sebastião da Giesteira e Nossa Senhora da Boa Fé
- Torre de Coelheiros

## F

### Fafe
- Aboim, Felgueiras, Gontim e Pedraído
- Agrela e Serafão
- Antime e Silvares (São Clemente)
- Ardegão, Arnozela e Seidões
- Armil
- Cepães e Fareja
- Estorãos
- Fafe
- Fornelos
- Freitas e Vila Cova
- Golães
- Medelo
- Monte e Queimadela
- Moreira do Rei e Várzea Cova
- Paços
- Quinchães
- Regadas
- Revelhe
- Ribeiros
- Santa Cristina de Arões
- São Gens
- São Martinho de Silvares
- São Romão de Arões
- Travassós
- Vinhós

### Faro
- Conceição e Estoi
- Faro (Sé e São Pedro)
- Montenegro
- Santa Bárbara de Nexe

### Felgueiras
- Aião
- Airães
- Friande
- Idães
- Jugueiros
- Macieira da Lixa e Caramos
- Margaride (Santa Eulália), Várzea, Lagares, Varziela e Moure (Felgueiras)
- Pedreira, Rande e Sernande
- Penacova
- Pinheiro
- Pombeiro da Ribavizela
- Refontoura
- Regilde
- Revinhade
- Sendim
- Torrados e Sousa
- Unhão e Lordelo
- Vila Cova da Lixa e Borba de Godim
- Vila Fria e Vizela (São Jorge)
- Vila Verde e Santão

### Ferreira do Alentejo
- Alfundão e Peroguarda
- Ferreira do Alentejo e Canhestros
- Figueira dos Cavaleiros
- Odivelas

### Ferreira do Zêzere
- Águas Belas
- Areias e Pias
- Beco
- Chãos
- Ferreira do Zêzere
- Igreja Nova do Sobral
- Nossa Senhora do Pranto

### Figueira da Foz
- Alhadas
- Alqueidão
- Bom Sucesso
- Buarcos e São Julião
- Ferreira-a-Nova
- Lavos
- Maiorca
- Marinha das Ondas
- Moinhos da Gândara
- Paião
- Quiaios
- São Pedro
- Tavarede
- Vila Verde

### Figueira de Castelo Rodrigo
- Algodres, Vale de Afonsinho e Vilar de Amargo
- Almofala e Escarigo
- Castelo Rodrigo
- Cinco Vilas e Reigada
- Colmeal e Vilar Torpim
- Escalhão
- Figueira de Castelo Rodrigo
- Freixeda do Torrão, Quintã de Pêro Martins e Penha de Águia
- Mata de Lobos
- Vermiosa

### Figueiró dos Vinhos
- Aguda
- Arega
- Campelo
- Figueiró dos Vinhos e Bairradas

### Fornos de Algodres
- Algodres
- Casal Vasco
- Cortiçô e Vila Chã
- Figueiró da Granja
- Fornos de Algodres
- Infias
- Juncais, Vila Ruiva e Vila Soeiro do Chão
- Maceira
- Matança
- Muxagata
- Queiriz
- Sobral Pichorro e Fuinhas

### Freixo de Espada à Cinta
- Freixo de Espada à Cinta e Mazouco
- Lagoaça e Fornos
- Ligares
- Poiares

### Fronteira
- Cabeço de Vide
- Fronteira
- São Saturnino

### Funchal
- Funchal (Santa Luzia)
- Funchal (Santa Maria Maior)
- Funchal (São Pedro)
- Funchal (Sé)
- Imaculado Coração de Maria
- Monte
- Santo António
- São Gonçalo
- São Martinho
- São Roque

### Fundão
- Alcaide
- Alcaria
- Alcongosta
- Alpedrinha
- Barroca
- Bogas de Cima
- Capinha
- Castelejo
- Castelo Novo
- Enxames
- Fatela
- Fundão, Valverde, Donas, Aldeia de Joanes e Aldeia Nova do Cabo
- Janeiro de Cima e Bogas de Baixo
- Lavacolhos
- Orca
- Pêro Viseu
- Póvoa de Atalaia e Atalaia do Campo
- Silvares
- Soalheira
- Souto da Casa
- Telhado
- Três Povos
- Vale de Prazeres e Mata da Rainha

## G

### Gavião
- Belver
- Comenda
- Gavião e Atalaia
- Margem

### Góis
- Alvares
- Cadafaz e Colmeal
- Góis
- Vila Nova do Ceira

### Golegã
- Azinhaga
- Golegã
- Pombalinho

### Gondomar
- Baguim do Monte
- Fânzeres e São Pedro da Cova
- Foz do Sousa e Covelo
- Gondomar (São Cosme), Valbom e Jovim
- Lomba
- Melres e Medas
- Rio Tinto

### Gouveia
- Aldeias e Mangualde da Serra
- Arcozelo
- Cativelos
- Figueiró da Serra e Freixo da Serra
- Folgosinho
- Gouveia
- Melo e Nabais
- Moimenta da Serra e Vinhó
- Nespereira
- Paços da Serra
- Ribamondego
- Rio Torto e Lagarinhos
- São Paio
- Vila Cortês da Serra
- Vila Franca da Serra
- Vila Nova de Tazem

### Grândola
- Azinheira dos Barros e São Mamede do Sádão
- Carvalhal
- Grândola e Santa Margarida da Serra
- Melides

### Guarda
- Adão
- Aldeia do Bispo
- Aldeia Viçosa
- Alvendre
- Arrifana
- Avelãs da Ribeira
- Avelãs de Ambom e Rocamondo
- Benespera
- Casal de Cinza
- Castanheira
- Cavadoude
- Codesseiro
- Corujeira e Trinta
- Faia
- Famalicão
- Fernão Joanes
- Gonçalo
- Gonçalo Bocas
- Guarda
- Jarmelo São Miguel
- Jarmelo São Pedro
- João Antão
- Maçainhas de Baixo
- Marmeleiro
- Meios
- Mizarela, Pêro Soares e Vila Soeiro
- Panóias de Cima
- Pega
- Pêra do Moço
- Porto da Carne
- Pousade e Albardo
- Ramela
- Rochoso e Monte Margarida
- Santana da Azinha
- Sobral da Serra
- Vale de Estrela
- Valhelhas
- Vela
- Videmonte
- Vila Cortês do Mondego
- Vila Fernando
- Vila Franca do Deão
- Vila Garcia

### Guimarães
- Abação e Gémeos
- Airão Santa Maria, Airão São João e Vermil
- Aldão
- Arosa e Castelões
- Atães e Rendufe
- Azurém
- Barco
- Briteiros São Salvador e Briteiros Santa Leocádia
- Briteiros Santo Estêvão e Donim
- Brito
- Caldelas
- Candoso São Tiago e Mascotelos
- São Martinho de Candoso
- Conde e Gandarela
- Costa
- Creixomil
- Fermentões
- Gonça
- Gondar
- Guardizela
- Oliveira, São Paio e São Sebastião
- Infantas
- Leitões, Oleiros e Figueiredo
- Longos
- Lordelo
- Mesão Frio
- Moreira de Cónegos
- Nespereira
- Pencelo
- Pinheiro
- Polvoreira
- Ponte
- Santa Eufémia de Prazins
- Prazins Santo Tirso e Corvite
- Ronfe
- Sande São Lourenço e Balazar
- Sande Vila Nova e Sande São Clemente
- São Martinho de Sande
- São Torcato
- São Cristóvão de Selho
- São Jorge de Selho
- Selho São Lourenço e Gominhães
- Serzedelo
- Serzedo e Calvos
- Silvares
- Souto Santa Maria, Souto São Salvador e Gondomar
- Tabuadelo e São Faustino
- Urgezes

## H

### Horta
- Capelo
- Castelo Branco
- Cedros
- Feteira
- Flamengos
- Horta (Angústias)
- Horta (Conceição)
- Horta (Matriz)
- Pedro Miguel
- Praia do Almoxarife
- Praia do Norte
- Ribeirinha
- Salão

## I

### Idanha-a-Nova
- Aldeia de Santa Margarida
- Idanha-a-Nova e Alcafozes
- Ladoeiro
- Medelim
- Monfortinho e Salvaterra do Extremo
- Monsanto e Idanha-a-Velha
- Oledo
- Penha Garcia
- Proença-a-Velha
- Rosmaninhal
- São Miguel de Acha
- Toulões
- Zebreira e Segura

### Ílhavo
- Gafanha da Encarnação
- Gafanha da Nazaré
- Gafanha do Carmo
- Ílhavo

## L

### Lagoa
- Estômbar e Parchal
- Ferragudo
- Lagoa e Carvoeiro
- Porches

- Água de Pau
- Cabouco
- Lagoa (Nossa Senhora do Rosário)
- Lagoa (Santa Cruz)
- Ribeira Chã

### Lagos
- Bensafrim e Barão de São João
- Luz (Luz de Lagos)
- Odiáxere
- São Gonçalo de Lagos

### Lajes das Flores
- Fajã Grande
- Fajãzinha
- Fazenda
- Lajedo
- Lajes das Flores
- Lomba
- Mosteiro

### Lajes do Pico
- Calheta de Nesquim
- Lajes do Pico
- Piedade
- Ribeiras
- Ribeirinha
- São João

### Lamego
- Avões
- Bigorne, Magueija e Pretarouca
- Britiande
- Cambres
- Cepões, Meijinhos e Melcões
- Ferreirim
- Ferreiros de Avões
- Figueira
- Lalim
- Lamego (Almacave e Sé)
- Lazarim
- Parada do Bispo e Valdigem
- Penajóia
- Penude
- Samodães
- Sande
- Várzea de Abrunhais
- Vila Nova de Souto d'El-Rei

### Leiría
- Amor
- Arrabal
- Bajouca
- Bidoeira de Cima
- Caranguejeira
- Coimbrão
- Colmeias e Memória
- Leiría, Pousos, Barreira e Cortes
- Maceira
- Marrazes e Barosa
- Milagres
- Monte Real e Carvide
- Monte Redondo e Carreira
- Parceiros e Azoia
- Regueira de Pontes
- Santa Catarina da Serra e Chainça
- Santa Eufémia e Boa Vista
- Souto da Carpalhosa e Ortigosa

### Lissabon
- Ajuda
- Alcântara
- Alvalade
- Areeiro
- Arroios
- Avenidas Novas
- Beato
- Belém
- Benfica
- Campo de Ourique
- Campolide
- Carnide
- Estrela
- Lumiar
- Marvila
- Misericórdia
- Olivais
- Parque das Nações
- Penha de França
- Santa Clara
- Santa Maria Maior
- Santo António
- São Domingos de Benfica
- São Vicente

### Loulé
- Almancil
- Alte
- Ameixial
- Boliqueime
- Loulé (São Clemente)
- Loulé (São Sebastião)
- Quarteira
- Querença, Tôr e Benafim
- Salir

### Loures
- Bucelas
- Camarate, Unhos e Apelação
- Fanhões
- Loures
- Lousa
- Moscavide e Portela
- Sacavém e Prior Velho
- Santa Iria de Azoia, São João da Talha e Bobadela
- Santo Antão e São Julião do Tojal
- Santo António dos Cavaleiros e Frielas

### Lourinhã
- Lourinhã e Atalaia
- Miragaia e Marteleira
- Moita dos Ferreiros
- Reguengo Grande
- Ribamar
- Santa Bárbara
- São Bartolomeu dos Galegos e Moledo
- Vimeiro

### Lousã
- Foz de Arouce e Casal de Ermio
- Gândaras
- Lousã e Vilarinho
- Serpins

### Lousada
- Aveleda
- Caíde de Rei
- Cernadelo e Lousada (São Miguel e Santa Margarida)
- Cristelos, Boim e Ordem
- Figueiras e Covas
- Lodares
- Lustosa e Barrosas (Santo Estêvão)
- Macieira
- Meinedo
- Nespereira e Casais
- Nevogilde
- Silvares, Pias, Nogueira e Alvarenga
- Sousela
- Torno
- Vilar do Torno e Alentém

## M

### Mação
- Amêndoa
- Cardigos
- Carvoeiro
- Envendos
- Mação, Penhascoso e Aboboreira
- Ortiga

### Macedo de Cavaleiros
- Ala e Vilarinho do Monte
- Amendoeira
- Arcas
- Bornes e Burga
- Carrapatas
- Castelãos e Vilar do Monte
- Chacim
- Cortiços
- Corujas
- Espadanedo, Edroso, Murçós e Soutelo Mourisco
- Ferreira
- Grijó de Vale Benfeito
- Lagoa
- Lamalonga
- Lamas de Podence
- Lombo
- Macedo de Cavaleiros
- Morais
- Olmos
- Peredo
- Podence e Santa Combinha
- Salselas
- Sezulfe
- Talhas
- Talhinhas e Bagueixe
- Vale Benfeito
- Vale da Porca
- Vale de Prados
- Vilarinho de Agrochão
- Vinhas

### Machico
- Água de Pena
- Caniçal
- Machico
- Porto da Cruz
- Santo António da Serra

### Madalena
- Bandeiras
- Candelária
- Criação Velha
- Madalena
- São Caetano
- São Mateus

### Mafra
- Azueira e Sobral da Abelheira
- Carvoeira
- Encarnação
- Enxara do Bispo, Gradil e Vila Franca do Rosário
- Ericeira
- Igreja Nova e Cheleiros
- Mafra
- Malveira e São Miguel de Alcainça
- Milharado
- Santo Isidoro
- Venda do Pinheiro e Santo Estêvão das Galés

### Maia
- Águas Santas
- Castêlo da Maia
- Cidade da Maia
- Folgosa
- Milheirós
- Moreira
- Nogueira e Silva Escura
- Pedrouços
- São Pedro Fins
- Vila Nova da Telha

### Mangualde
- Abrunhosa-a-Velha
- Alcafache
- Cunha Baixa
- Espinho
- Fornos de Maceira Dão
- Freixiosa
- Mangualde, Mesquitela e Cunha Alta
- Moimenta de Maceira Dão e Lobelhe do Mato
- Quintela de Azurara
- Santiago de Cassurrães e Póvoa de Cervães
- São João da Fresta
- Tavares (Chãs, Várzea e Travanca)

### Manteigas
- Manteigas (Santa Maria)
- Manteigas (São Pedro)
- Sameiro
- Vale de Amoreira

### Marco de Canaveses
- Alpendorada, Várzea e Torrão
- Avessadas e Rosém
- Banho e Carvalhosa
- Bem Viver
- Constance
- Marco
- Paredes de Viadores e Manhuncelos
- Penha Longa e Paços de Gaiolo
- Sande e São Lourenço do Douro
- Santo Isidoro e Livração
- Soalhães
- Sobretâmega
- Tabuado
- Várzea, Aliviada e Folhada
- Vila Boa de Quires e Maureles
- Vila Boa do Bispo

### Marinha Grande
- Marinha Grande
- Moita
- Vieira de Leiria

### Marvão
- Beirã
- Santa Maria de Marvão
- Santo António das Areias
- São Salvador da Aramenha

### Matosinhos
- Custóias, Leça do Balio e Guifões
- Matosinhos e Leça da Palmeira
- Perafita, Lavra e Santa Cruz do Bispo
- São Mamede de Infesta e Senhora da Hora

### Mealhada
- Barcouço
- Casal Comba
- Luso
- Mealhada, Ventosa do Bairro e Antes
- Pampilhosa
- Vacariça

### Mêda
- Aveloso
- Barreira
- Coriscada
- Longroiva
- Marialva
- Mêda, Outeiro de Gatos e Fonte Longa
- Poço do Canto
- Prova e Casteição
- Rabaçal
- Ranhados
- Vale Flor, Carvalhal e Pai Penela

### Melgaço
- Alvaredo
- Castro Laboreiro e Lamas de Mouro
- Chaviães e Paços
- Cousso
- Cristoval
- Fiães
- Gave
- Paderne
- Parada do Monte e Cubalhão
- Penso
- Prado e Remoães
- São Paio
- Vila e Roussas

### Mértola
- Alcaria Ruiva
- Corte do Pinto
- Espírito Santo
- Mértola
- Santana de Cambas
- São João dos Caldeireiros
- São Miguel do Pinheiro, São Pedro de Solis e São Sebastião dos Carros

### Mesão Frio
- Barqueiros
- Cidadelhe
- Mesão Frio (Santo André)
- Oliveira
- Vila Marim

### Mira
- Carapelhos
- Mira
- Praia de Mira
- Seixo

### Miranda de Duero
- Constantim e Cicouro
- Duas Igrejas
- Genísio
- Ifanes e Paradela
- Malhadas
- Miranda de Duero
- Palaçoulo
- Picote
- Póvoa
- São Martinho de Angueira
- Sendim e Atenor
- Silva e Águas Vivas
- Vila Chã de Braciosa

### Miranda do Corvo
- Lamas
- Miranda do Corvo
- Semide e Rio Vide
- Vila Nova

### Mirandela
- Abambres
- Abreiro
- Aguieiras
- Alvites
- Avantos e Romeu
- Avidagos, Navalho e Pereira
- Barcel, Marmelos e Valverde da Gestosa
- Bouça
- Cabanelas
- Caravelas
- Carvalhais
- Cedães
- Cobro
- Fradizela
- Franco e Vila Boa
- Frechas
- Freixeda e Vila Verde
- Lamas de Orelhão
- Mascarenhas
- Mirandela
- Múrias
- Passos
- São Pedro Velho
- São Salvador
- Suçães
- Torre de Dona Chama
- Vale de Asnes
- Vale de Gouvinhas
- Vale de Salgueiro
- Vale de Telhas

### Mogadouro
- Azinhoso
- Bemposta
- Bruçó
- Brunhoso
- Brunhozinho, Castanheira e Sanhoane
- Castelo Branco
- Castro Vicente
- Meirinhos
- Mogadouro, Valverde, Vale de Porco e Vilar de Rei
- Paradela
- Penas Roias
- Peredo da Bemposta
- Remondes e Soutelo
- Saldanha
- São Martinho do Peso
- Tó
- Travanca
- Urrós
- Vale da Madre
- Vila de Ala
- Vilarinho dos Galegos e Ventozelo

### Moimenta da Beira
- Alvite
- Arcozelos
- Baldos
- Cabaços
- Caria
- Castelo
- Leomil
- Moimenta da Beira
- Paradinha e Nagosa
- Passô
- Pêra Velha, Aldeia de Nacomba e Ariz
- Peva e Segões
- Sarzedo
- Sever
- Vila da Rua
- Vilar

### Moita
- Alhos Vedros
- Baixa da Banheira e Vale da Amoreira
- Gaio-Rosário e Sarilhos Pequenos
- Moita

### Monção
- Abedim
- Anhões e Luzio
- Barbeita
- Barroças e Taias
- Bela
- Cambeses
- Ceivães e Badim
- Lara
- Longos Vales
- Mazedo e Cortes
- Merufe
- Messegães, Valadares e Sá
- Monção e Troviscoso
- Moreira
- Pias
- Pinheiros
- Podame
- Portela
- Riba de Mouro
- Sago, Lordelo e Parada
- Segude
- Tangil
- Troporiz e Lapela
- Trute

### Monchique
- Alferce
- Marmelete
- Monchique

### Mondim de Basto
- Atei
- Bilhó
- Campanhó e Paradança
- Ermelo e Pardelhas
- São Cristóvão de Mondim de Basto
- Vilar de Ferreiros

### Monforte
- Assumar
- Monforte
- Santo Aleixo
- Vaiamonte

### Montalegre
- Cabril
- Cambeses do Rio, Donões e Mourilhe
- Cervos
- Chã
- Covelo do Gerês
- Ferral
- Gralhas
- Meixedo e Padornelos
- Montalegre e Padroso
- Morgade
- Negrões
- Outeiro
- Paradela, Contim e Fiães
- Pitões das Júnias
- Reigoso
- Salto
- Santo André
- Sarraquinhos
- Sezelhe e Covelães
- Solveira
- Tourém
- Venda Nova e Pondras
- Viade de Baixo e Fervidelas
- Vila da Ponte
- Vilar de Perdizes e Meixide

### Montemor-o-Novo
- Cabrela
- Ciborro
- Cortiçadas de Lavre e Lavre
- Foros de Vale de Figueira
- Nossa Senhora da Vila, Nossa Senhora do Bispo e Silveiras
- Santiago do Escoural
- São Cristóvão

### Montemor-o-Velho
- Abrunheira, Verride e Vila Nova da Barca
- Arazede
- Carapinheira
- Ereira
- Liceia
- Meãs do Campo
- Montemor-o-Velho e Gatões
- Pereira
- Santo Varão
- Seixo de Gatões
- Tentúgal

### Montijo
- Atalaia e Alto Estanqueiro-Jardia
- Canha
- Montijo e Afonsoeiro
- Pegões
- Sarilhos Grandes

### Mora
- Brotas
- Cabeção
- Mora
- Pavia

### Mortágua
- Cercosa
- Espinho
- Marmeleira
- Mortágua, Vale de Remígio, Cortegaça e Almaça
- Pala
- Sobral
- Trezói

### Moura
- Amareleja
- Moura (Santo Agostinho e São João Baptista) e Santo Amador
- Póvoa de São Miguel
- Safara e Santo Aleixo da Restauração
- Sobral da Adiça

### Mourão
- Granja
- Luz
- Mourão

### Murça
- Candedo
- Carva e Vilares
- Fiolhoso
- Jou
- Murça
- Noura e Palheiros
- Valongo de Milhais

### Murtosa
- Bunheiro
- Monte
- Murtosa
- Torreira

## N

### Nazaré
- Famalicão
- Nazaré
- Valado dos Frades

### Nelas
- Canas de Senhorim
- Carvalhal Redondo e Aguieira
- Lapa do Lobo
- Nelas
- Santar e Moreira
- Senhorim
- Vilar Seco

### Nisa
- Alpalhão
- Arez e Amieira do Tejo
- Espírito Santo, Nossa Senhora da Graça e São Simão
- Montalvão
- Santana
- São Matias
- Tolosa

### Nordeste
- Achada
- Achadinha
- Algarvia
- Lomba da Fazenda
- Nordeste
- Salga
- Santana
- Santo António de Nordestinho
- São Pedro de Nordestinho

## O

### Óbidos
- A dos Negros
- Amoreira
- Gaeiras
- Olho Marinho
- Santa Maria, São Pedro e Sobral da Lagoa
- Usseira
- Vau

### Odemira
- Bicos
- Boavista dos Pinheiros
- Colos
- Longueira / Almograve
- Luzianes-Gare
- Relíquias
- Sabóia
- Santa Clara-a-Velha
- São Luís
- São Martinho das Amoreiras
- São Salvador e Santa Maria
- São Teotónio
- Vale de Santiago
- Vila Nova de Milfontes

### Odivelas
- Odivelas
- Pontinha e Famões
- Póvoa de Santo Adrião e Olival Basto
- Ramada e Caneças

### Oeiras
- Algés, Linda-a-Velha e Cruz Quebrada-Dafundo
- Barcarena
- Carnaxide e Queijas
- Oeiras e São Julião da Barra, Paço de Arcos e Caxias
- Porto Salvo

### Oleiros
- Álvaro
- Cambas
- Estreito - Vilar Barroco
- Isna
- Madeirã
- Mosteiro
- Oleiros - Amieira
- Orvalho
- Sarnadas de São Simão
- Sobral

### Olhão
- Moncarapacho e Fuseta
- Olhão
- Pechão
- Quelfes

### Oliveira de Azeméis
- Corregosa
- Cesar
- Fajões
- Loureiro
- Macieira de Sarnes
- Nogueira do Cravo e Pindelo
- Oliveira de Azeméis, Santiago de Riba-Ul, Ul, Macinhata da Seixa e Madail
- Ossela
- Pinheiro da Bemposta, Travanca e Palmaz
- São Martinho da Gândara
- São Roque
- Vila de Cucujães

### Oliveira de Frades
- Arca e Varzielas
- Arcozelo das Maias
- Destriz e Reigoso
- Oliveira de Frades, Souto de Lafões e Sejães
- Pinheiro
- Ribeiradio
- São João da Serra
- São Vicente de Lafões

### Oliveira do Bairro
- Bustos, Troviscal e Mamarrosa
- Oiã
- Oliveira do Bairro
- Palhaça

### Oliveira do Hospital
- Aldeia das Dez
- Alvoco das Várzeas
- Avô
- Bobadela
- Ervedal e Vila Franca da Beira
- Lagares
- Lagos da Beira e Lajeosa
- Lourosa
- Meruge
- Nogueira do Cravo
- Oliveira do Hospital e São Paio de Gramaços
- Penalva de Alva e São Sebastião da Feira
- Santa Ovaia e Vila Pouca da Beira
- São Gião
- Seixo da Beira
- Travanca de Lagos

### Ourém
- Alburitel
- Atouguia
- Caxarias
- Espite
- Fátima
- Freixianda, Ribeira do Fárrio e Formigais
- Gondemaria e Olival
- Matas e Cercal
- Nossa Senhora da Piedade
- Nossa Senhora das Misericórdias
- Rio de Couros e Casal dos Bernardos
- Seiça
- Urqueira

### Ourique
- Garvão e Santa Luzia
- Ourique
- Panoias e Conceição
- Santana da Serra

### Ovar
- Cortegaça
- Esmoriz
- Maceda
- Ovar, São João, Arada e São Vicente de Pereira Jusã
- Válega

## P

### Paços de Ferreira
- Carvalhosa
- Eiriz
- Ferreira
- Figueiró
- Frazão Arreigada
- Freamunde
- Meixomil
- Paços de Ferreira
- Penamaior
- Raimonda
- Sanfins Lamoso Codessos
- Seroa

### Palmela
- Palmela
- Pinhal Novo
- Poceirão e Marateca
- Quinta do Anjo

### Pampilhosa da Serra
- Cabril
- Dornelas do Zêzere
- Fajão - Vidual
- Janeiro de Baixo
- Pampilhosa da Serra
- Pessegueiro
- Portela do Fojo - Machio
- Unhais-o-Velho

### Paredes
- Aguiar de Sousa
- Astromil
- Baltar
- Beire
- Cete
- Cristelo
- Duas Igrejas
- Gandra
- Lordelo
- Louredo
- Parada de Todeia
- Paredes
- Rebordosa
- Recarei
- Sobreira
- Sobrosa
- Vandoma
- Vilela

### Paredes de Coura
- Agualonga
- Bico e Cristelo
- Castanheira
- Cossourado e Linhares
- Coura
- Cunha
- Formariz e Ferreira
- Infesta
- Insalde e Porreiras
- Mozelos
- Padornelo
- Parada
- Paredes de Coura e Resende
- Romarigães
- Rubiães
- Vascões

### Pedrógão Grande
- Graça
- Pedrógão Grande
- Vila Facaia

### Penacova
- Carvalho
- Figueira de Lorvão
- Friúmes e Paradela
- Lorvão
- Oliveira do Mondego e Travanca do Mondego
- Penacova
- São Pedro de Alva e São Paio de Mondego
- Sazes do Lorvão

### Penafiel
- Abragão
- Boelhe
- Bustelo
- Cabeça Santa
- Canelas
- Capela
- Castelões
- Croca
- Duas Igrejas
- Eja
- Fonte Arcada
- Galegos
- Guilhufe e Urrô
- Irivo
- Lagares e Figueira
- Luzim e Vila Cova
- Oldrões
- Paço de Sousa
- Penafiel
- Perozelo
- Rans
- Rio de Moinhos
- Rio Mau
- São Mamede de Recezinhos
- São Martinho de Recezinhos
- Sebolido
- Termas de São Vicente
- Valpedre

### Penalva do Castelo
- Antas e Matela
- Castelo de Penalva
- Esmolfe
- Germil
- Ínsua
- Lusinde
- Pindo
- Real
- Sezures
- Trancozelos
- Vila Cova do Covelo/Mareco

### Penamacor
- Aldeia do Bispo, Águas e Aldeia de João Pires
- Aranhas
- Benquerença
- Meimão
- Meimoa
- Pedrógão de São Pedro e Bemposta
- Penamacor
- Salvador
- Vale da Senhora da Póvoa

### Penedono
- Antas e Ourozinho
- Beselga
- Castainço
- Penedono e Granja
- Penela da Beira
- Póvoa de Penela
- Souto

### Penela
- Cumeeira
- Espinhal
- Podentes
- São Miguel, Santa Eufémia e Rabaçal

### Peniche
- Atouguia da Baleia
- Ferrel
- Peniche
- Serra d'El-Rei

### Peso da Régua
- Fontelas
- Galafura e Covelinhas
- Loureiro
- Moura Morta e Vinhós
- Peso da Régua e Godim
- Poiares e Canelas
- Sedielos
- Vilarinho dos Freires

### Pinhel
- Alto do Palurdo
- Alverca da Beira/Bouça Cova
- Atalaia e Safurdão
- Ervedosa
- Freixedas
- Lamegal
- Lameiras
- Manigoto
- Pala
- Pinhel
- Pínzio
- Souro Pires
- Sul de Pinhel
- Terras de Massueime
- Valbom/Bogalhal
- Vale do Côa
- Vale do Massueime
- Vascoveiro

### Pombal
- Abiul
- Almagreira
- Carnide
- Carriço
- Guia, Ilha e Mata Mourisca
- Louriçal
- Meirinhas
- Pelariga
- Pombal
- Redinha
- Santiago e São Simão de Litém e Albergaria dos Doze
- Vermoil
- Vila Cã

### Ponta Delgada
- Ajuda da Bretanha
- Arrifes
- Candelária
- Capelas
- Covoada
- Fajã de Baixo
- Fajã de Cima
- Fenais da Luz
- Feteiras
- Ginetes
- Livramento
- Mosteiros
- Pilar da Bretanha
- Relva
- Remédios
- Santa Bárbara
- Santa Clara
- Santo António
- São José
- São Pedro
- São Roque
- São Sebastião
- São Vicente Ferreira
- Sete Cidades

### Ponta do Sol
- Canhas
- Madalena do Mar
- Ponta do Sol

### Ponte da Barca
- Azias
- Boivães
- Bravães
- Britelo
- Crasto, Ruivos e Grovelas
- Cuide de Vila Verde
- Entre Ambos-os-Rios, Ermida e Germil
- Lavradas
- Lindoso
- Nogueira
- Oleiros
- Ponte da Barca, Vila Nova de Muía e Paço Vedro de Magalhães
- Sampriz
- São Pedro de Vade
- São Tomé de Vade
- Touvedo
- Vila Chã

### Ponte de Lima
- Anais
- Arca e Ponte de Lima
- Arcozelo
- Ardegão, Freixo e Mato
- Bárrio e Cepões
- Beiral do Lima
- Bertiandos
- Boalhosa
- Brandara
- Cabaços e Fojo Lobal
- Cabração e Moreira do Lima
- Calheiros
- Calvelo
- Correlhã
- Estorãos
- Facha
- Feitosa
- Fontão
- Fornelos e Queijada
- Friastelas
- Gandra
- Gemieira
- Gondufe
- Labruja
- Labrujó, Rendufe e Vilar do Monte
- Navió e Vitorino dos Piães
- Poiares
- Refóios do Lima
- Ribeira
- Sá
- Santa Comba
- Santa Cruz do Lima
- Santa Maria de Rebordões
- São Pedro d'Arcos
- Seara
- Serdedelo
- Souto de Rebordões
- Vale do Neiva
- Vitorino das Donas

### Ponte de Sor
- Foros de Arrão
- Galveias
- Longomel
- Montargil
- Ponte de Sor, Tramaga e Vale de Açor

### Portalegre
- Alagoa
- Alegrete
- Fortios
- Reguengo e São Julião
- Ribeira de Nisa e Carreiras
- Sé e São Lourenço
- Urra

### Portel
- Amieira e Alqueva
- Monte do Trigo
- Portel
- Santana
- São Bartolomeu do Outeiro e Oriola
- Vera Cruz

### Portimão
- Alvor
- Mexilhoeira Grande
- Portimão

### Porto
- Aldoar, Foz do Douro e Nevogilde
- Bonfim
- Campanhã
- Cedofeita, Santo Ildefonso, Sé, Miragaia, São Nicolau e Vitória
- Lordelo do Ouro e Massarelos
- Paranhos
- Ramalde

### Porto de Mós
- Alqueidão da Serra
- Alvados e Alcaria
- Arrimal e Mendiga
- Calvaria de Cima
- Juncal
- Mira de Aire
- Pedreiras
- Porto de Mós
- São Bento
- Serro Ventoso

### Porto Moniz
- Achadas da Cruz
- Porto Moniz
- Ribeira da Janela
- Seixal

### Porto Santo
- Porto Santo

### Póvoa de Lanhoso
- Águas Santas e Moure
- Calvos e Frades
- Campos e Louredo
- Covelas
- Esperança e Brunhais
- Ferreiros
- Fonte Arcada e Oliveira
- Galegos
- Garfe
- Geraz do Minho
- Lanhoso
- Monsul
- Póvoa de Lanhoso
- Rendufinho
- Santo Emilião
- São João de Rei
- Serzedelo
- Sobradelo da Goma
- Taíde
- Travassos
- Verim, Friande e Ajude
- Vilela

### Póvoa de Varzim
- Aguçadoura e Navais
- Aver-o-Mar, Amorim e Terroso
- Balazar
- Estela
- Laundos
- Póvoa de Varzim, Beiriz e Argivai
- Rates

### Povoação
- Água Retorta
- Faial da Terra
- Furnas
- Nossa Senhora dos Remédios
- Povoação
- Ribeira Quente

### Praia da Vitória
- Agualva
- Biscoitos
- Cabo da Praia
- Fonte do Bastardo
- Fontinhas
- Lajes
- Porto Martins
- Praia da Vitória
- Quatro Ribeiras
- São Brás
- Vila Nova

### Proença-a-Nova
- Montes da Senhora
- Proença-a-Nova e Peral
- São Pedro do Esteval
- Sobreira Formosa e Alvito da Beira

## R

### Redondo
- Montoito
- Redondo

### Reguengos de Monsaraz
- Campo e Campinho
- Corval
- Monsaraz
- Reguengos de Monsaraz

### Resende
- Anreade e São Romão de Aregos
- Barrô
- Cárquere
- Felgueiras e Feirão
- Freigil e Miomães
- Ovadas e Panchorra
- Paus
- Resende
- São Cipriano
- São João de Fontoura
- São Martinho de Mouros

### Ribeira Brava
- Campanário
- Ribeira Brava
- Serra de Água
- Tabua

### Ribeira de Pena
- Alvadia
- Canedo
- Cerva e Limões
- Ribeira de Pena (Salvador) e Santo Aleixo de Além-Tâmega
- Santa Marinha

### Ribeira Grande
- Calhetas
- Fenais da Ajuda
- Lomba da Maia
- Lomba de São Pedro
- Maia
- Pico da Pedra
- Porto Formoso
- Rabo de Peixe
- Ribeira Grande (Conceição)
- Ribeira Grande (Matriz)
- Ribeira Seca
- Ribeirinha
- Santa Bárbara
- São Brás

### Rio Maior
- Alcobertas
- Arrouquelas
- Asseiceira
- Azambujeira e Malaqueijo
- Fráguas
- Marmeleira e Assentiz
- Outeiro da Cortiçada e Arruda dos Pisões
- Rio Maior
- São João da Ribeira e Ribeira de São João
- São Sebastião

## S

### Sabrosa
- Celeirós
- Covas do Douro
- Gouvinhas
- Paços
- Parada de Pinhão
- Provesende, Gouvães do Douro e São Cristóvão do Douro
- Sabrosa
- São Lourenço de Ribapinhão
- São Martinho de Antas e Paradela de Guiães
- Souto Maior
- Torre do Pinhão
- Vilarinho de São Romão

### Sabugal
- Águas Belas
- Aldeia da Ponte
- Aldeia da Ribeira, Vilar Maior e Badamalos
- Aldeia do Bispo
- Aldeia Velha
- Alfayates
- Baraçal
- Bendada
- Bismula
- Casteleiro
- Cerdeira
- Fóios
- Lajeosa e Forcalhos
- Malcata
- Nave
- Pousafoles do Bispo, Pena Lobo e Lomba
- Quadrazais
- Quintas de São Bartolomeu
- Rapoula do Côa
- Rebolosa
- Rendo
- Ruvina, Ruivós e Vale das Éguas
- Sabugal e Aldeia de Santo António
- Santo Estêvão e Moita
- Seixo do Côa e Vale Longo
- Sortelha
- Souto
- Vale de Espinho
- Vila Boa
- Vila do Touro

### Salvaterra de Magos
- Glória do Ribatejo e Granho
- Marinhais
- Muge
- Salvaterra de Magos e Foros de Salvaterra

### Santa Comba Dão
- Ovoa e Vimieiro
- Pinheiro de Ázere
- Santa Comba Dão e Couto do Mosteiro
- São Joaninho
- São João de Areias
- Treixedo e Nagozela

### Santa Cruz
- Camacha
- Caniço
- Gaula
- Santa Cruz
- Santo António da Serra

### Santa Cruz da Graciosa
- Guadalupe
- Luz
- Praia
- Santa Cruz da Graciosa

### Santa Cruz das Flores
- Caveira
- Cedros
- Ponta Delgada
- Santa Cruz das Flores

### Santa Maria da Feira
- Argoncilhe
- Arrifana
- Caldas de São Jorge e Pigeiros
- Canedo, Vale e Vila Maior
- Escapães
- Fiães
- Fornos
- Lobão, Gião, Louredo e Guisande
- Lourosa
- Milheirós de Poiares
- Mozelos
- Nogueira da Regedoura
- Paços de Brandão
- Rio Meão
- Romariz
- Sanguedo
- Santa Maria da Feira, Travanca, Sanfins e Espargo
- Santa Maria de Lamas
- São João de Ver
- São Miguel de Souto e Mosteirô
- São Paio de Oleiros

### Santa Marta de Penaguião
- Alvações do Corgo
- Cumieira
- Fontes
- Lobrigos (São Miguel e São João Baptista) e Sanhoane
- Louredo e Fornelos
- Medrões
- Sever

### Santana
- Arco de São Jorge
- Faial
- Ilha
- Santana
- São Jorge
- São Roque do Faial

### Santarém
- Abitureiras
- Abrã
- Achete, Azoia de Baixo e Póvoa de Santarém
- Alcanede
- Alcanhões
- Almoster
- Amiais de Baixo
- Arneiro das Milhariças
- Azoia de Cima e Tremês
- Casével e Vaqueiros
- Cidade de Santarém
- Gançaria
- Moçarria
- Pernes
- Póvoa da Isenta
- Romeira e Várzea
- São Salvador
- São Vicente do Paul e Vale de Figueira
- Vale de Santarém

### Santiago do Cacém
- Abela
- Alvalade
- Cercal
- Ermidas-Sado
- Santiago do Cacém, Santa Cruz e São Bartolomeu da Serra
- Santo André
- São Domingos e Vale de Água
- São Francisco da Serra

### Santo Tirso
- Agrela
- Água Longa
- Areias, Sequeiró, Lama e Palmeira
- Carreira e Refojos de Riba de Ave
- Lamelas e Guimarei
- Monte Córdova
- Rebordões
- Reguenga
- Roriz
- Santo Tirso, Couto (Santa Cristina e São Miguel) e Burgães
- São Tomé de Negrelos
- Vila das Aves
- Vila Nova do Campo
- Vilarinho

### São Brás de Alportel
- São Brás de Alportel

### São João da Madeira
- São João da Madeira

### São João da Pesqueira
- Castanheiro do Sul
- Ervedosa do Douro
- Nagozelo do Douro
- Paredes da Beira
- Riodades
- São João da Pesqueira e Várzea de Trevões
- Soutelo do Douro
- Trevões e Espinhosa
- Vale de Figueira
- Valongo dos Azeites
- Vilarouco e Pereiros

### São Pedro do Sul
- Bordonhos
- Carvalhais e Candal
- Figueiredo de Alva
- Manhouce
- Pindelo dos Milagres
- Pinho
- Santa Cruz da Trapa e São Cristóvão de Lafões
- São Félix
- São Martinho das Moitas e Covas do Rio
- São Pedro do Sul, Várzea e Baiões
- Serrazes
- Sul
- Valadares
- Vila Maior

### São Roque do Pico
- Prainha
- Santa Luzia
- Santo Amaro
- Santo António
- São Roque do Pico

### São Vicente
- Boa Ventura
- Ponta Delgada
- São Vicente

### Sardoal
- Alcaravela
- Santiago de Montalegre
- Sardoal
- Valhascos

### Sátão
- Águas Boas e Forles
- Avelal
- Ferreira de Aves
- Mioma
- Rio de Moinhos
- Romãs, Decermilo e Vila Longa
- São Miguel de Vila Boa
- Sátão
- Silvã de Cima

### Seia
- Alvoco da Serra
- Carragozela e Várzea de Meruge
- Girabolhos
- Loriga
- Paranhos da Beira
- Pinhanços
- Sabugueiro
- Sameice e Santa Eulália
- Sandomil
- Santa Comba
- Santa Marinha e São Martinho
- Santiago
- Sazes da Beira
- Seia, São Romão e Lapa dos Dinheiros
- Teixeira
- Torrozelo e Folhadosa
- Tourais e Lajes
- Travancinha
- Valezim
- Vide e Cabeça
- Vila Cova à Coelheira

### Seixal
- Amora
- Corroios
- Fernão Ferro
- Seixal, Arrentela e Aldeia de Paio Pires

### Sernancelhe
- Arnas
- Carregal
- Chosendo
- Cunha
- Faia
- Ferreirim e Macieira
- Fonte Arcada e Escurquela
- Granjal
- Lamosa
- Penso e Freixinho
- Quintela
- Sernancelhe e Sarzeda
- Vila da Ponte

### Serpa
- Brinches
- Pias
- Serpa (Salvador e Santa Maria)
- Vila Nova de São Bento e Vale de Vargo
- Vila Verde de Ficalho

### Sertã
- Cabeçudo
- Carvalhal
- Castelo
- Cernache do Bonjardim, Nesperal e Palhais
- Cumeada e Marmeleiro
- Ermida e Figueiredo
- Pedrógão Pequeno
- Sertã
- Troviscal
- Várzea dos Cavaleiros

### Sesimbra
- Quinta do Conde
- Sesimbra (Castelo)
- Sesimbra (Santiago)

### Setúbal
- Azeitão
- Gâmbia - Pontes - Alto da Guerra
- Sado
- São Sebastião
- Setúbal (São Julião, Nossa Senhora da Anunciada e Santa Maria da Graça)

### Sever do Vouga
- Cedrim e Paradela
- Couto de Esteves
- Pessegueiro do Vouga
- Rocas do Vouga
- Sever do Vouga
- Silva Escura e Dornelas
- Talhadas

### Silves
- Alcantarilha e Pêra
- Algoz e Tunes
- Armação de Pêra
- São Bartolomeu de Messines
- São Marcos da Serra
- Silves

### Sines
- Porto Covo
- Sines

### Sintra
- Agualva e Mira-Sintra
- Algueirão - Mem Martins
- Almargem do Bispo, Pêro Pinheiro e Montelavar
- Cacém e São Marcos
- Casal de Cambra
- Colares
- Massamá e Monte Abraão
- Queluz e Belas
- Rio de Mouro
- São João das Lampas e Terrugem
- Sintra (Santa Maria e São Miguel, São Martinho e São Pedro de Penaferrim)

### Sobral de Monte Agraço
- Santo Quintino
- Sapataria
- Sobral de Monte Agraço

### Soure
- Alfarelos
- Degracias e Pombalinho
- Figueiró do Campo
- Gesteira e Brunhós
- Granja do Ulmeiro
- Samuel
- Soure
- Tapéus
- Vila Nova de Anços
- Vinha da Rainha

### Sousel
- Cano
- Casa Branca
- Santo Amaro
- Sousel

## T

### Tábua
- Ázere e Covelo
- Candosa
- Carapinha
- Covas e Vila Nova de Oliveirinha
- Espariz e Sinde
- Midões
- Mouronho
- Pinheiro de Coja e Meda de Mouros
- Póvoa de Midões
- São João da Boa Vista
- Tábua

### Tabuaço
- Adorigo
- Arcos
- Barcos e Santa Leocádia
- Chavães
- Desejosa
- Granja do Tedo
- Longa
- Paradela e Granjinha
- Pinheiros e Vale de Figueira
- Sendim
- Tabuaço
- Távora e Pereiro (Tabuaço)
- Valença do Douro

### Tarouca
- Gouviães e Ucanha
- Granja Nova e Vila Chã da Beira
- Mondim da Beira
- Salzedas
- São João de Tarouca
- Tarouca e Dálvares
- Várzea da Serra

### Tavira
- Cachopo
- Conceição e Cabanas de Tavira
- Luz de Tavira e Santo Estêvão
- Santa Catarina da Fonte do Bispo
- Santa Luzia
- Tavira (Santa Maria e Santiago)

### Terras de Bouro
- Balança
- Campo do Gerês
- Carvalheira
- Chamoim e Vilar
- Chorense e Monte
- Cibões e Brufe
- Covide
- Gondoriz
- Moimenta
- Ribeira
- Rio Caldo
- Souto
- Valdosende
- Vilar da Veiga

### Tomar
- Além da Ribeira e Pedreira
- Asseiceira
- Carregueiros
- Casais e Alviobeira
- Madalena e Beselga
- Olalhas
- Paialvo
- Sabacheira
- São Pedro de Tomar
- Serra e Junceira
- Tomar (São João Baptista) e Santa Maria dos Olivais

### Tondela
- Barreiro de Besteiros e Tourigo
- Campo de Besteiros
- Canas de Santa Maria
- Caparrosa e Silvares
- Castelões
- Dardavaz
- Ferreirós do Dão
- Guardão
- Lajeosa do Dão
- Lobão da Beira
- Molelos
- Mouraz e Vila Nova da Rainha
- Parada de Gonta
- Santiago de Besteiros
- São João do Monte e Mosteirinho
- São Miguel do Outeiro e Sabugosa
- Tonda
- Tondela e Nandufe
- Vilar de Besteiros e Mosteiro de Fráguas

### Torre de Moncorvo
- Açoreira
- Adeganha e Cardanha
- Cabeça Boa
- Carviçais
- Castedo
- Felgar e Souto da Velha
- Felgueiras e Maçores
- Horta da Vilariça
- Larinho
- Lousa
- Mós
- Torre de Moncorvo
- Urrós e Peredo dos Castelhanos

### Torres Novas
- Assentiz
- Brogueira, Parceiros de Igreja e Alcorochel
- Chancelaria
- Meia Via
- Olaia e Paço
- Pedrógão
- Riachos
- Santa Maria, Salvador e Santiago
- São Pedro, Lapas e Ribeira Branca
- Zibreira

### Torres Vedras
- A dos Cunhados e Maceira
- Campelos e Outeiro da Cabeça
- Carvoeira e Carmões
- Dois Portos e Runa
- Freiria
- Maxial e Monte Redondo
- Ponte do Rol
- Ramalhal
- Santa Maria, São Pedro e Matacães
- São Pedro da Cadeira
- Silveira
- Turcifal
- Ventosa

### Trancoso
- Aldeia Nova
- Castanheira
- Cogula
- Cótimos
- Fiães
- Freches e Torres
- Granja
- Guilheiro
- Moimentinha
- Moreira de Rei
- Palhais
- Póvoa do Concelho
- Reboleiro
- Rio de Mel
- Tamanhos
- Torre do Terrenho, Sebadelhe da Serra e Terrenho
- Trancoso (São Pedro e Santa Maria) e Souto Maior
- Valdujo
- Vale do Seixo e Vila Garcia
- Vila Franca das Naves e Feital
- Vilares e Carnicães

### Trofa
- Alvarelhos e Guidões
- Bougado (São Martinho e Santiago)
- Coronado (São Romão e São Mamede)
- Covelas
- Muro

## V

### Vagos
- Calvão
- Fonte de Angeão e Covão do Lobo
- Gafanha da Boa Hora
- Ouca
- Ponte de Vagos e Santa Catarina
- Santo André de Vagos
- Sosa
- Vagos e Santo António

### Vale de Cambra
- Arões
- Cepelos
- Junqueira
- Macieira de Cambra
- Roge
- São Pedro de Castelões
- Vila Chã, Codal e Vila Cova de Perrinho

### Valença
- Boivão
- Cerdal
- Fontoura
- Friestas
- Gandra e Taião
- Ganfei
- Gondomil e Sanfins
- São Julião e Silva
- São Pedro da Torre
- Valença, Cristelo Covo e Arão
- Verdoejo

### Valongo
- Alfena
- Campo e Sobrado
- Ermesinde
- Valongo

### Valpaços
- Água Revés e Crasto
- Algeriz
- Bouçoães
- Canaveses
- Carrazedo de Montenegro e Curros
- Ervões
- Fornos do Pinhal
- Friões
- Lebução, Fiães e Nozelos
- Padrela e Tazem
- Possacos
- Rio Torto
- Santa Maria de Emeres
- Santa Valha
- Santiago da Ribeira de Alhariz
- São João da Corveira
- São Pedro de Veiga de Lila
- Serapicos
- Sonim e Barreiros
- Tinhela e Alvarelhos
- Vales
- Valpaços e Sanfins
- Vassal
- Veiga de Lila
- Vilarandelo

### Velas
- Manadas
- Norte Grande
- Rosais
- Santo Amaro
- Urzelina
- Velas

### Vendas Novas
- Landeira
- Vendas Novas

### Viana do Alentejo
- Aguiar
- Alcáçovas
- Viana do Alentejo

### Viana do Castelo
- Afife
- Alvarães
- Amonde
- Anha
- Areosa
- Barroselas e Carvoeiro
- Cardielos e Serreleis
- Carreço
- Castelo do Neiva
- Chafé
- Darque
- Freixieiro de Soutelo
- Geraz do Lima e Deão
- Lanheses
- Mazarefes e Vila Fria
- Montaria
- Mujães
- Nogueira, Meixedo e Vilar de Murteda
- Outeiro
- Perre
- Santa Marta de Portuzelo
- São Romão de Neiva
- Subportela, Deocriste e Portela Susã
- Torre e Vila Mou
- Viana do Castelo (Santa Maria Maior e Monserrate) e Meadela
- Vila de Punhe
- Vila Franca

### Vidigueira
- Pedrógão
- Selmes
- Vidigueira
- Vila de Frades

### Vieira do Minho
- Anissó e Soutelo
- Anjos e Vilar do Chão
- Caniçada e Soengas
- Cantelães
- Eira Vedra
- Guilhofrei
- Louredo
- Mosteiro
- Parada de Bouro
- Pinheiro
- Rossas
- Ruivães e Campos
- Salamonde
- Tabuaças
- Ventosa e Cova
- Vieira do Minho

### Vila de Rei
- Fundada
- São João do Peso
- Vila de Rei

### Vila do Bispo
- Barão de São Miguel
- Budens
- Sagres
- Vila do Bispo e Raposeira

### Vila do Conde
- Árvore
- Aveleda
- Azurara
- Bagunte, Ferreiró, Outeiro Maior e Parada
- Fajozes
- Fornelo e Vairão
- Gião
- Guilhabreu
- Junqueira
- Labruge
- Macieira da Maia
- Malta e Canidelo
- Mindelo
- Modivas
- Retorta e Tougues
- Rio Mau e Arcos
- Touguinha e Touguinhó
- Vila Chã
- Vila do Conde
- Vilar e Mosteiró
- Vilar de Pinheiro

### Vila do Porto
- Almagreira
- Santa Bárbara
- Santo Espírito
- São Pedro
- Vila do Porto

### Vila Flor
- Assares e Lodões
- Benlhevai
- Candoso e Carvalho de Egas
- Freixiel
- Roios
- Samões
- Sampaio
- Santa Comba de Vilariça
- Seixo de Manhoses
- Trindade
- Vale Frechoso
- Valtorno e Mourão
- Vila Flor e Nabo
- Vilas Boas e Vilarinho das Azenhas

### Vila Franca de Xira
- Alhandra, São João dos Montes e Calhandriz
- Alverca do Ribatejo e Sobralinho
- Castanheira do Ribatejo e Cachoeiras
- Póvoa de Santa Iria e Forte da Casa
- Vialonga
- Vila Franca de Xira

### Vila Franca do Campo
- Água de Alto
- Ponta Garça
- Ribeira das Tainhas
- Ribeira Seca
- Vila Franca do Campo (São Miguel)
- Vila Franca do Campo (São Pedro)

### Vila Nova da Barquinha
- Atalaia
- Praia do Ribatejo
- Tancos
- Vila Nova da Barquinha

### Vila Nova de Cerveira
- Campos e Vila Meã
- Candemil e Gondar
- Cornes
- Covas
- Gondarém
- Loivo
- Mentrestido
- Reboreda e Nogueira
- Sapardos
- Sopo
- Vila Nova de Cerveira e Lovelhe

### Vila Nova de Famalicão
- Antas e Abade de Vermoim
- Arnoso (Santa Maria e Santa Eulália) e Sezures
- Avidos e Lagoa (Vila Nova de Famalicão)
- Bairro
- Brufe
- Carreira e Bente
- Castelões
- Cruz
- Delães
- Esmeriz e Cabeçudos
- Fradelos
- Gavião
- Gondifelos, Cavalões e Outiz
- Joane
- Landim
- Lemenhe, Mouquim e Jesufrei
- Louro
- Lousado
- Mogege
- Nine
- Pedome
- Pousada de Saramagos
- Requião
- Riba de Ave
- Ribeirão
- Ruivães e Novais
- Santa Maria de Oliveira
- São Martinho do Vale
- São Mateus de Oliveira
- Seide
- Vale (São Cosme), Telhado e Portela
- Vermoim
- Vila Nova de Famalicão e Calendário
- Vilarinho das Cambas

### Vila Nova de Foz Côa
- Almendra
- Castelo Melhor
- Cedovim
- Chãs
- Custóias
- Freixo de Numão
- Horta
- Muxagata
- Numão
- Santa Comba
- Sebadelhe
- Seixas
- Touça
- Vila Nova de Foz Côa

### Vila Nova de Gaia
- Arcozelo
- Avintes
- Canelas
- Canidelo
- Grijó e Sermonde
- Gulpilhares e Valadares
- Madalena
- Mafamude e Vilar do Paraíso
- Oliveira do Douro
- Pedroso e Seixezelo
- Sandim, Olival, Lever e Crestuma
- Santa Marinha e São Pedro da Afurada
- São Félix da Marinha
- Serzedo e Perosinho
- Vilar de Andorinho

### Vila Nova de Paiva
- Pendilhe
- Queiriga
- Touro
- Vila Cova à Coelheira
- Vila Nova de Paiva, Alhais e Fráguas

### Vila Nova de Poiares
- Arrifana
- Lavegadas
- Santo André de Poiares
- São Miguel de Poiares

### Vila Pouca de Aguiar
- Alfarela de Jales
- Alvão
- Bornes de Aguiar
- Bragado
- Capeludos
- Pensalvos e Parada de Monteiros
- Sabroso de Aguiar
- Soutelo de Aguiar
- Telões
- Tresminas
- Valoura
- Vila Pouca de Aguiar
- Vreia de Bornes
- Vreia de Jales

### Vila Real
- Abaças
- Adoufe e Vilarinho de Samardã
- Andrães
- Arroios
- Borbela e Lamas de Olo
- Campeã
- Constantim e Vale de Nogueiras
- Folhadela
- Guiães
- Lordelo
- Mateus
- Mondrões
- Mouçós e Lamares
- Nogueira e Ermida
- Parada de Cunhos
- Pena, Quintã e Vila Cova
- São Tomé do Castelo e Justes
- Torgueda
- Vila Marim
- Vila Real

### Vila Real de Santo António
- Monte Gordo
- Vila Nova de Cacela
- Vila Real de Santo António

### Vila Velha de Ródão
- Fratel
- Perais
- Sarnadas de Ródão
- Vila Velha de Ródão

### Vila Verde
- Aboim da Nóbrega e Gondomar
- Atiães
- Cabanelas
- Carreiras (São Miguel) e Carreiras (Santiago)
- Cervães
- Coucieiro
- Dossãos
- Escariz (São Mamede) e Escariz (São Martinho)
- Esqueiros, Nevogilde e Travassós
- Freiriz
- Geme
- Lage
- Lanhas
- Loureira
- Marrancos e Arcozelo
- Moure
- Oleiros
- Oriz (Santa Marinha) e Oriz (São Miguel)
- Parada de Gatim
- Pico
- Pico de Regalados, Gondiães e Mós
- Ponte
- Prado (São Miguel)
- Ribeira do Neiva
- Sabariz
- Sande, Vilarinho, Barros e Gomide
- Soutelo
- Turiz
- Vade
- Valbom (São Pedro), Passô e Valbom (São Martinho)
- Valdreu
- Vila de Prado
- Vila Verde e Barbudo

### Vila Viçosa
- Bencatel
- Ciladas
- Pardais
- Nossa Senhora da Conceição e São Bartolomeu

### Vimioso
- Algoso, Campo de Víboras e Uva
- Argozelo
- Caçarelhos e Angueira
- Carção
- Matela
- Pinelo
- Santulhão
- Vale de Frades e Avelanoso
- Vilar Seco
- Vimioso

### Vinhais
- Agrochão
- Candedo
- Celas
- Curopos e Vale de Janeiro
- Edral
- Edrosa
- Ervedosa
- Moimenta e Montouto
- Nunes e Ousilhão
- Paçó
- Penhas Juntas
- Quirás e Pinheiro Novo
- Rebordelo
- Santalha
- Sobreiró de Baixo e Alvaredos
- Soeira, Fresulfe e Mofreita
- Travanca e Santa Cruz
- Tuizelo
- Vale das Fontes
- Vila Boa de Ousilhão
- Vila Verde
- Vilar de Lomba e São Jomil
- Vilar de Ossos
- Vilar de Peregrinos
- Vilar Seco de Lomba
- Vinhais

### Viseu
- Abraveses
- Barreiros e Cepões
- Boa Aldeia, Farminhão e Torredeita
- Bodiosa
- Calde
- Campo
- Cavernães
- Cota
- Coutos de Viseu
- Faíl e Vila Chã de Sá
- Fragosela
- Lordosa
- Mundão
- Orgens
- Povolide
- Ranhados
- Repeses e São Salvador
- Ribafeita
- Rio de Loba
- Santos Evos
- São Cipriano e Vil de Souto
- São João de Lourosa
- São Pedro de France
- Silgueiros
- Viseu

### Vizela
- Caldas de Vizela
- Infias
- Santa Eulália
- Santo Adrião de Vizela
- Tagilde e Vizela (São Paio)

### Vouzela
- Alcofra
- Cambra e Carvalhal de Vermilhas
- Campia
- Fataunços e Figueiredo das Donas
- Fornelo do Monte
- Queirã
- São Miguel do Mato
- Ventosa
- Vouzela e Paços de Vilharigues